# Windachtal
Das Windachtal liegt im österreichischen Land Tirol und ist ein östliches Seitental im oberen Bereich des Ötztals. Es liegt auf seiner orographisch rechten Seite und somit im südwestlichen Teil der Stubaier Alpen.
Das Tal wird von der Windache durchflossen, welche am Östlichen Scheiblehnferner entspringt und bei Sölden in die Ötztaler Ache mündet.
An den Hängen des Tals gibt es mehrere Almen, wie z. B. Kleblealm, Lochlealm und Windachalm, welche mit Gasthäusern ausgestattet und mit einem Almtaxi von Sölden erreichbar sind. Auf den Höhen stehen vier Schutzhütten: Brunnenkogelhaus, Siegerlandhütte, Hildesheimer Hütte und Hochstubaihütte.
Das Tal kann auf den Höhen umrundet werden, wofür die Hüttentour Windachtal angeboten wird, welche als schwierig eingestuft wird, 52 Kilometer lang ist und für die man fünf Tage einplanen sollte.
Auf der nördlichen Talseite liegen der Laubkarsee (2680 m ü. A.) und der Seekarsee (2658 m ü. A.), an welchen die Wanderwege vorbeiführen. Auf der südlichen Seite abseits der Wege befindet sich der Wannenkarsee unterhalb der Wilde Rötespitze.

## Nachweise
1. ↑  Lage gemäß «Austrian Map»
2. ↑  Hüttentour Windachtal auf «Bergwelten»